# Metabiantes litoralis
Metabiantes litoralis is een hooiwagen uit de familie Biantidae.